# Opacoptera callirrhabda
Opacoptera callirrhabda är en fjärilsart som beskrevs av Edward Meyrick 1936. Opacoptera callirrhabda ingår i släktet Opacoptera och familjen Lecithoceridae. Inga underarter finns listade i Catalogue of Life.